# Hattusa
Hattusa (o Hattuša) era l'antiga capital de l'Imperi hitita des del regnat d'Hattusilis I. Estava situada al centre d'Anatòlia. En l'actualitat, hi ha la ciutat de Boğazköy.

Mapa d'Hattusa

## Situació
La ciutat estava situada en un altiplà molt ample, quasi impossible de prendre per assalt gràcies a les seves proteccions naturals a la banda nord i est. A l'est hi havia un barranc molt profund per on passava un riu. També hi havia una gran densitat d'arbres, utilitzats en les fortificacions i que feien d'aquella zona un lloc de difícil pas pels exèrcits en formació. Posseïa set fonts que no s'estroncaven mai. No obstant, el fet d'estar dalt de l'altiplà d'Anatòlia, a uns 1.000 metres d'alçada, feia que la ciutat tingués una climatologia més aviat dura. Els estius eren secs i calorosos, i els hiverns amb fortes nevades que aïllaven la ciutat de la resta del país i les collites es malmetien en anys de sequera i de fortes tempestes. Encara que la ciutat fos difícil d'assaltar, el regne, de més fàcil accés, va sofrir una gran quantitat d'invasions, per part sobretot dels hurrites i dels kashka.

## Història
El regne d'Hatti era un antic regne d'Anatòlia documentat des del temps de l'Imperi Accadi, i habitat pels hatti. Els documents accadis es refereixen a Anatòlia amb el nom de Terra dels hattis. Se sap que era un poble no indoeuropeu que es va instal·lar en aquell territori pels voltants del tercer mil·lenni aC. Van ser absorbits gradualment pels hitites que van ocupar Anatòlia a partir del segon mil·lenni aC. Estaven organitzats en ciutats estat feudals i petits regnes o principats. Aquestes ciutats estaven ben organitzades i governades com a principats teocràtics., Anitta rei de Kussara, cap a l'any 1700 aC va seguir la política expansionista del seu pare Pithana, que havia conquerit el regne de Nesa. Va haver de fer front a diverses cuitats i petits regnes propers que el regne d'Hatti recolzava, temerós de veure l'expansió de Kussara. Les ciutats que conqueria les dedicava al déu de les tempestes, Tessub, i com que adquirien qualitat de sagrades, ningú no les podia habitar. Els reis d'Hattusa i de Zalpuwa es van aliar per combatre'l però Anitta els va vèncer. Primer a Zalpuwa, i després es va dirigir a Hattusa a la que va rendir, per fam, i també per un assalt durant la nit. La resistència sembla que va ser molt dura, i al final Anitta la va cremar i la va destruir. Va manar que hi sembressin males herbes, i va establir una maledicció pels que intentessin tornar a repoblar la ciutat. Es va proclamar «Gran rei» i es considera que llavors es va fundar el regne hitita.
La seva situació estratègica i les seves defenses naturals van fer que Hattusilis I cap a l'any 1650 aC, la reconstruís i hi traslladés la capital des de Kussara, en detriment de Nesa. Mursilis I la va fortificar cap a l'any 1600 aC, ja que, deia, que cap dels reis anteriors ho havia fet. Els successors d'Hattusilis van conservar la capital de l'Imperi hitita a Hattusa, excepte en temps de Muwatal·lis II, que la va traslladar a Tarhuntassa per poder lluitar millor contra els egipcis.
La ciutat va ser saquejada diverses vegades per les tribus kashka, que van aparèixer per primera vegada en temps d'Hantilis II, i en temps d'Arnuwandas I la van ocupar completament. Fins que no va regnar Tudhalias III no es va recuperar la ciutat. Amb la desaparició de l'Imperi hitita a causa dels Pobles de la mar, va desaparèixer també la ciutat, potser destruïda pels kashka o per alguna tribu d'origen frigi.
Per la documentació escrita en tauletes i els testimonis arqueològics, se sap que la ciutat era molt gran: en la seva màxima esplendor, el temple ocupava 20.000 metres quadrats i, per accedir a la ciutat, s'havien de recórrer dos quilòmetres tot creuant cinc portes decorades amb déus, lleons i altres bèsties.
Les ruïnes d'Hattusa van ser declarades Patrimoni de la Humanitat per la UNESCO des del 1986.

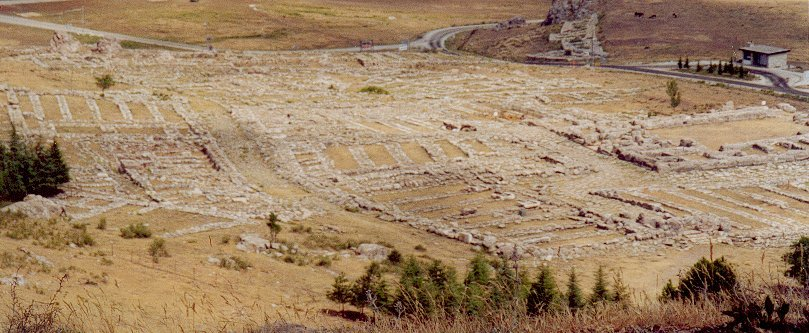
Vista de l'excavació del gran temple d'Hattusa

## La ciutat
Segons Trevor Bryce, des del cim elevat on es trobava la ciutat es desplegava tot el sistema defensiu. Al cim s'hi arribava pujant per les escales situades a cada extrem d'una rampa, una construcció sense propòsit defensiu però sí estètic, fet per impressionar els visitants de la capital.
A l'època de major expansió la ciutat ocupava 180 hectàrees, una de les ciutats més grans de l'antiga Anatòlia. Les muralles mesuraven més de nou kilòmetres de longitud. La muralla exterior, que rodejava la ciutat feia 6,6 km. i tenia torres rectangulars que sobresortien de la paret cada trenta metres. La base estava formada per grans blocs de pedra que en alguns llocs s'aixecaven tres o quatre metres per sobre la superfície del terra, i una paret feta de toves feia que la muralla s'aixequés fins als vuit o nou metres i amb baluards que encara les aixecaven més. Merlets de forma triangular i amb les vores arrodonides culminaven la muralla.
Una de les portes principals de la ciutadella era l'anomenada porta de l'Esfinx. En temps passats quatre esfinxs guarnien l'entrada, dues mirant cap a l'exterior i dues cap a l'interior. Només en queda una d'exterior al seu lloc original, i les dues interiors són a diferents museus. Pel que se'n sap, representen divinitats i són figures híbrides, de cap amb forma humana i cos similar a lleons amb ales. El cos acaba amb una cua de gat. Somreien benevolents a la ciutat que s'estenia als seus peus. Existeixen unes quantes entrades a la ciutat, i la porta de l'Esfinx no devia ser d'ús habitual, potser perquè hi porten unes escales molt estretes. Podria ser l'entrada d'un santuari, i per la seva situació elevada permetia l'observació de tota la ciutat que s'estenia als seus peus. Des d'aquest lloc, un pendent suau baixava fins a la ciutat d'Hattusa. Els arqueòlegs anomenen a la part sud de la ciutat, la més elevada, "ciutat exterior", i a la banda nord, la més baixa, "ciutat interior". A la banda sud-oest de la ciutat interior hi ha un altiplà que s'anomena Büyükkale (el Gran Castell), que tenia les seves pròpies fortificacions. En aquest lloc hi havia el palau del "Gran rei", i al nord-oest hi havia el temple al déu de les tempestes, un enorme sistema d'edificis que era el més gran del territori hitita. El santuari era un edifici de planta baixa rodejat d'almenys 82 sales dedicades a emmagatzemar les ofrenes i els vestits i instruments musicals que s'utilitzaven a les cerimònies. Algunes contenien tauletes d'argila amb els arxius del temple, i on es guardaven els tractats internacionals i altres documents del món hitita que han arribat fins avui. Altres sales contenien gerres de ceràmica semi-enterrades, per desar gra, llegums, oli i vi. Algunes de les sales es dedicaven als escribes i al personal que atenia el temple. El palau el formaven un conjunt d'edificis aïllats de la resta per la seva propia muralla. Les restes que es conserven són del segle xii aC, quan hi va haver la darrera renovació. S'havien de travessar diversos patis, columnates i sales per arribar a la sala d'audiència, on el rei rebia els emissaris dels reis estrangers, els governadors i els funcionaris d'alt nivell. Alguns dels edificis eren utilitzats per la família reial, molt extensa en aquella època, i potser per funcionaris de palau d'alt nivell, i habitacions pels convidats, a més de barracons per la guàrdia personal del rei, els "homes de les llances daurades".
Baixant des de la porta de l'Esfinx s'arriba a una de les entrades principals de la ciutat, la porta del Lleó. Té a cada costat dos lleons, i la seva situació obligava que els visitants de la ciutat passessin obligatòriament per aquesta porta. A l'est hi havia un conjunt d'edificis de tova, semblants en el seu aspecte però amb moltes variants en els detalls. Eren temples, estructures sagrades que guardaven les estàtues dels "mil déus" de la ciutat. Tots estaven construïts amb toves assecades al sol i una estructura de fusta, eixalbats amb argila i calç, i decorats tant a l'exterior com a l'interior amb pintures. Els temples tenien un pati obert que donava a un pòrtic i, quan s'havien travessat diverses sales, al lloc més sagrat, on hi havia l'estàtua de la deïtat feta de fusta, de mida natural o més gran, recoberta d'or i plata. Només hi accedien els sacerdots dedicats al culte d'aquella divinitat, i també el rei i la reina, sacerdots suprems entre els hitites. Fins ara (2021) s'han trobat trenta-un temples, tota a la ciutat exterior excepte el dedicat al déu de les tempestes.
Pels hitites les roques tenien un especial significat religiós, i dins de la ciutat hi ha diverses aglomeracions rocoses que formaven part de l'entramat urbà. Actualment es coneixen Sarikale ("Castell groc" en turc), que conserva restes d'una cisterna, Yenicekale ("Castell quasi nou") on hi ha un mur de set metres d'alçada ben conservat, i Nisantas ("Roca marcada") on hi ha les restes de dues esfinxs tallades i una inscripció, segurament del temps de Subiluliuma II, escrita en llengua jeroglífica hitita gairebé il·legible, que devia narrar les victòries d'aquest rei. També s'han trobat dos estancs o llacs artificials amb embarcadors, pavimentats i amb el fons impermeabilitzat amb argila, que omplien diversos manantials i que tenien, sembla, funcions sagrades.
La ciutat tenia una zona residencial per l'elit, amb cases amb moltes cambres i el seu propi sistema d'abastament d'aigua. S'han trobat edificacions de planta quadrada que semblen barracons militars, i altres construccions més senzilles pels treballadors i artesans. Altres persones de classe més baixa, com els obrers de la construcció, els pagesos i els grangers, vivien fora de la ciutat, a les diverses poblacions petites que la rodejaven, amb fàcil accés a Hattusa en cas d'atac enemic. Se suposa que la ciutat tenia entre nou i quinze mil habitants, un nombre petit, però s'ha de considerar que la major part eren funcionaris i buròcrates, sacerdots, diplomàtics i comerciants importants. Cap al final de l'Imperi, alguns temples que ja no s'utilitzaven i van convertir-se en petits habitatges i tallers, quan els habitants dels poblets exteriors van poder instal·lar-se a la ciutat, perquè ja no confiaven en la rapidesa dels exèrcits del rei per defensar-los dels atacs enemics.
Una de les funcions de la capital hitita, a més de les religioses i les administratives, era la de ser un gran magatzem i centre de redistribució dels cereals. S'han trobat dues grans construccions dedicades a emmagatzemar aquests productes. Una d'elles estava defensada per un gran mur construït cap al segle xiii aC, encara que les restes del magatzem són del segle xvi aC. S'han trobat a més onze grans forats rectangulars excavats a la roca, que s'usaven per guardar l'espelta petita i ordi, que es repartia per la capital i s'enviava a altres ciutats. Un altre lloc per guardar gra es va trobar a la vora, format per trenta-dues cambres semi-subterrànies.